# The Politics of Heroin in Southeast Asia
The Politics of Heroin in Southeast Asia: CIA Complicity in the Global Drug Trade (Español La política de la heroína en el sudeste de Asia: Complicidad de la CIA en el narcotráfico global) es un importante libro de no ficción acerca del tráfico de heroína y de opio, especialmente en el sudeste de Asia desde antes de la Segunda Guerra Mundial hasta (e incluyendo) la guerra de Vietnam. Publicado en 1972, el libro fue el resultado de dieciocho meses de investigación y por lo menos un viaje a Laos por Alfred W. McCoy que fue el principal autor y autor de Politics of Heroin mientras buscaba un doctorado en historia del sudeste asiático en la Universidad de Yale. Cathleen B. Lee, coautor y estudiante de posgrado, también pasó tiempo allí durante la guerra.

## Tesis
Su característica más innovadora es la documentación de la CIA, acerca de su complicidad y ayuda al narcotráfico de opio / heroína en el sudeste asiático, junto con el testimonio ante el congreso de McCoy, su tesis inicialmente polémica ha adquirido un grado de aceptación general. La idea central es que en ese momento, la gran mayoría de la heroína producida fue producida en el Triángulo de Oro, del cual:

"Se transportó en aviones, vehículos y otros medios de transporte facilitados por los Estados Unidos . Los beneficios del comercio se ha ido a los bolsillos de algunos de nuestros mejores amigos en el sudeste de Asia. La acusación concluye con la afirmación de que el tráfico es está llevando adelante con la indiferencia, si no el cumplimiento de ojos cerrados de algunos funcionarios estadounidenses y no hay posibilidad de que sea concluido en un futuro previsible ".
Lask 

Air America, línea aérea encubierta operada por la CIA, fue utilizado para este transporte, en particular. Al mismo tiempo, la oferta de heroína fue en parte responsable por el lamentable estado de la moral del Ejército de los EE. UU. en Vietnam:

"A mediados de 1971 los médicos del Ejército estimaban que alrededor del 10 al 15 por ciento ... de los reclutas de bajo rango que prestan servicio en Vietnam eran consumidores de heroína ".
McCoy 1972, 

Después de haber entrevistado a Maurice Belleux, exjefe de la agencia de inteligencia francesa SDECE, McCoy también descubrió partes del esquema de la conexión francesa, de como el organismo militar francés había financiado todas sus operaciones encubiertas, durante la primera guerra de Indochina, y de su control del narcotráfico de Indochina. En Laos, el general Vang Pao, líder de la tribu Meo luchó la guerra secreta de la CIA. Él recogía opio crudo en el norte de Laos y lo transportaba a través de la línea "Air America" de la CIA (en Afganistán ahora los hace Evergreen Airlines) a un complejo de EE. UU. en Long Thien - conocido como "El cielo Spook Vang Pao tenía su propia cortesía aérea de la CIA conocido como "opio del aire", que transporta la heroína a la Base Aérea Tan Son Nhat de Saigón. Parte del opio se vende a militares EE. UU. y el sindicato de Córcega enviaba el grueso a Marsella y luego a Cuba al jefe mafioso Santo Trafficante, y de ahí a los Estados Unidos. Algunos alijos de heroína fueron sellados en bolsas en que se devolvían los soldados estadounidenses muertos.

## Reacciones frente a la publicación
Inusualmente, la CIA reaccionó fuertemente a la obra:

"... los altos funcionarios de la CIA han firmado cartas que fueron publicadas en un periódico y una revista, concediendo una rara entrevista grabada en la sede de la agencia en McLean, Virginia "  (las cartas eran para  Washington Star y estabn firmadas por William E. Colby y Paul C. Velte Jr.); la carta a Harper & Row (editores del libro) el 5 de julio del consejero general de la CIA Lawrence R. Houston pidió que se les dé las pruebas para que pudieran criticar los errores y acusaciones no probadas ("creemos que podríamos demostrar a usted que un número considerable de las denuncias del Sr. McCoy sobre la supuesta participación de esta agencia son totalmente falsas y sin fundación, un número se distorsiona más allá del reconocimiento y no se basa en pruebas convincentes ".) y tomar cualquier acción legal que se sentían necesario antes de la publicación del libro.

Mc Coy presentó una extrema hostilidad inicial a proporcionar una copia a la CIA pero fue finalmente superada, y fue enviado la lista prometida de críticas y correcciones. Harper & Row consideraron que el material que la CIA ofreció era extremadamente débil, y que el libro fue razonablemente bien hecho. McCoy realizó "más de 250 entrevistas, algunas de ellas con funcionarios anteriores y actuales de la CIA que afirmaron que los funcionarios vietnamitas del sur de primer nivel, entre ellos el presidente Nguyen Van Thieu y el primer ministro Tran Van Khiem, estaban específicamente involucrados. ", un vicepresidente y consejero general de Harper & Row, dijo." No tenemos dudas sobre el libro en el que todos hemos tenido que opinar por los demás y estamos convencidos de que el trabajo está ampliamente documentado y es científico ".), y no solo lo publicó, sino lo publicó dos semanas antes de su fecha de lanzamiento prevista. La tercera y edición ampliada fue publicada en 2003, de manera más titulado The Politics of Heroin: CIA complicidad en el narcotráfico mundial, el libro ha sido traducido a nueve idiomas

## Opiniones
"Tenemos que seguir luchando contra el mal del comunismo, y para luchar contra usted debe tener un ejército y un ejército que tener armas, y para comprar armas debe tener dinero. En estas montañas el único dinero es el opio . " 
General Tuan Shi-wen , jefe del Quinto Ejército Kuomintang  (con sede en el Triángulo de Oro), citado por McCoy.

"La imagen de la corrupción que se basa, de maniobras crueles y desnudas por el poder, de maniobras sangríentas y cínicas con los vendedores ambulantes del hampa, se documenta con tanta fuerza que podría hacer incluso el vigoroso defensor de la guerra en el sudeste asiático se preguntse si valió la pena . " 
Thomas Lask , "Bonanza en 'Triángulo de Oro'". 

### Desarrollos relacionados
- Barry & 'the Boys' : The CIA, the Mob and America's Secret History
- The Explosive, inside Story of the Mobster Who Controlled America[10]
- The Great Heroin Coup: Drugs, Intelligence, & International Fascism[11]